# Lawers House

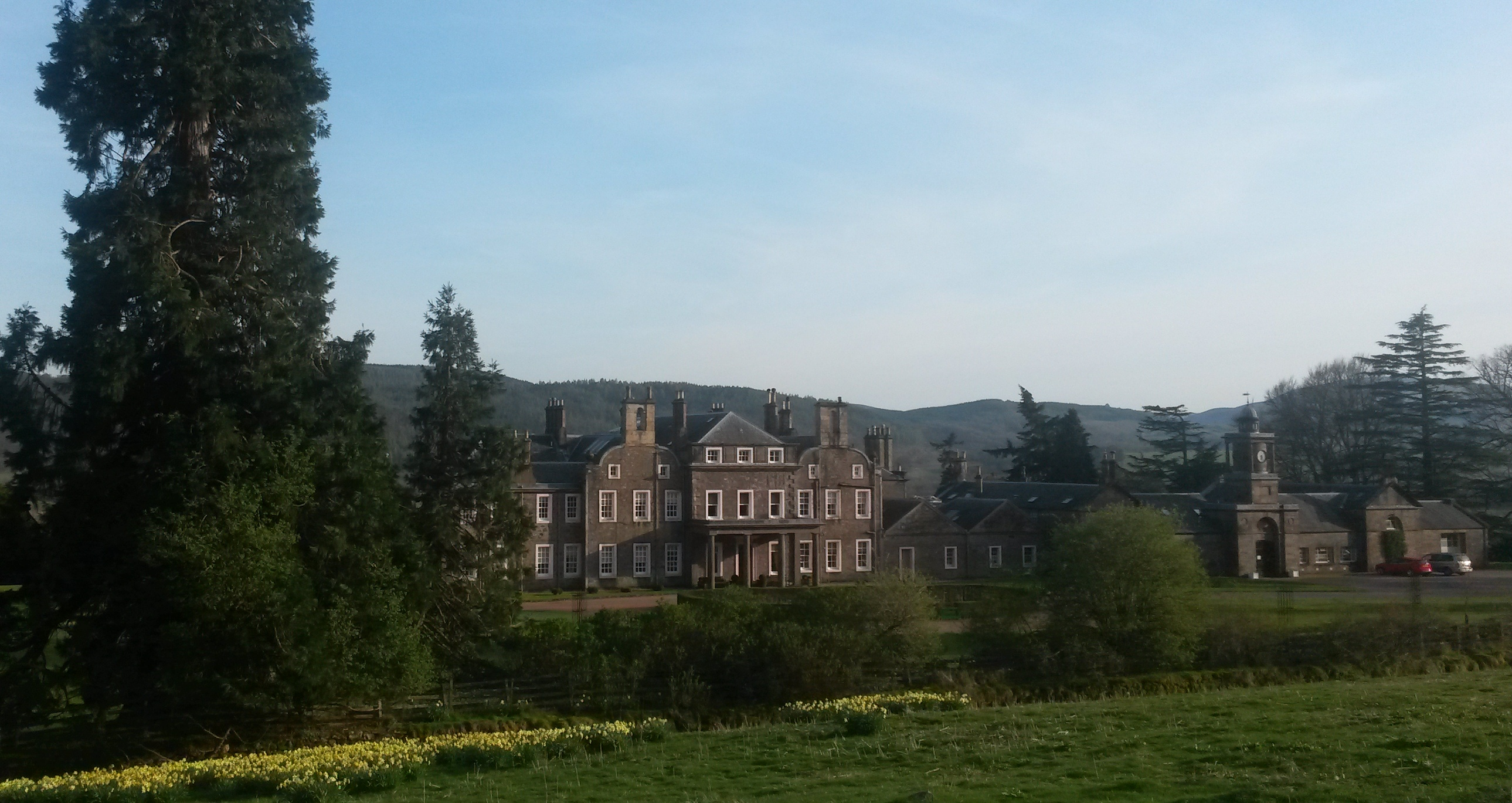
Lawers House

Lawers House ist ein Herrenhaus nahe der schottischen Ortschaft Comrie in der Council Area Perth and Kinross. 1971 wurde das Bauwerk in die schottischen Denkmallisten in der höchsten Denkmalkategorie A aufgenommen.

## Geschichte
Das Herrenhaus wurde im Jahre 1738 errichtet. Für den Entwurf zeichnet der schottische Architekt William Adam verantwortlich. Seine Pläne sind im Vitruvius Scoticus verzeichnet. Um 1810 wurde Lawers House nach einem Entwurf von Richard Crichton überarbeitet und erweitert. Hierbei wurde auch die Höhe der Flügel des Corps de Logis angeglichen. Weitere Arbeiten wurden um 1840 vorgenommen.

## Beschreibung
Lawers House steht isoliert rund 2,5 Kilometer nordöstlich von Comrie abseits der A85. Ursprünglich handelte es sich um ein zweistöckiges Gebäude mit quadratischem Grundriss. Der Corps de Logis ist neun Achsen weit. Von diesem gehen drei zweistöckige, kurze Flügel ab. Die nordexponierte Hauptfassade ist mit einem dorischen Portikus ausgestaltet. Ein weiterer Portikus, jedoch mit ionischen Säulen, findet sich an der rückwärtigen Fassade. Diese ist mit einer dorischen Kolonnade ausgestaltet. Die anschließenden Stallungen sind mit Kuppel und Uhrenturm über dem Torweg ausgeführt.